# Cinema do Haiti
A historiografia do cinema haitiano é muito limitada. Consiste apenas em uma edição dupla da revista do Instituto Francês do Haiti Conjonction, lançada em 1983, dedicada ao cinema; um livro de Arnold Antonin, publicado durante o mesmo ano, intitulado Matériel pour une préhidtoire du cinema haitien (“Material para uma Pré-história do Cinema Haitiano”); e um artigo do mesmo autor no livro ‘Cinéma de l’Amérique Latine’ (“Cinema da América Latina”), de 1981, dos autores Guy Hannebel e Alfonso Gumucio Dragón.
O cinema apareceu no Haiti quase ao mesmo tempo que em outros países. Em 14 de dezembro de 1899, um representante do Cinema Lumiere fez a primeira exibição fílmica pública no Petit Séminaire enquanto visitava a ilha. No dia seguinte, ele filmou um incêndio em Porto Príncipe.
Existem vários filmes da época da ocupação dos EUA (1915-34) na Biblioteca do Congresso; estes retratam marinheiros e cerimonias oficiais.
Outros filmes antigos filmados no Haiti, retratando seu sistema de saúde, agricultura, e cenas da vida em sociedade (particularmente o carnaval), podem ser encontrados na Biblioteca do Congresso e na Biblioteca de Pathé-Ciné.
A primeira exibição contínua de filmes, depois da visita do representante dos Irmãos Lumiere, se estabeleceu a partir de 1907 no Pétion-Ville Grand Hotel, e depois a partir de 1914 no Parisiana, localizado em Porto Príncipe, na Champ de Mars. O Parisiense foi o primeiro grande cinema e teatro (com capacidade para 500 pessoas) que existiu no país.
Em 1933, o Cinema Eden foi inaugurado em Cabo Haitiano. O Paramount, em Porto Príncipe, abriu no ano seguinte, e o Rex Theater foi aberto em 1935.
O pioneiro do rádio, Ricardo Widmaier, foi também um pioneiro no cinema. No começo dos anos 50’s, ele fez noticiários que foram filmados no Cinema Paramount. Em seu laboratório na cidade de Porto Príncipe, ele criou seus filmes 16mm em preto e branco e em cores. Ele produziu o filme Moi, je suis belle junto com Edouard Guilbaud. Jean Dominique, o roteirista, também emprestou sua voz para narração. O som foi feito por Herby Widmaier, que na época da produção tinha apenas 15 anos.
Mesmo não tendo nenhuma pesquisa sistemática sobre o assunto, e portanto nenhuma informação precisa, sabe-se que foram feitos vários filmes de variedade antes da ascensão de François Duvalier, o “Papa Doc”, presidente ditador do Haiti durante os anos de 1957 a 1971. Emmanuel e Edouard Guilbaud realizaram diversos filmes sobre eventos políticos e atletas, muitas vezes sob a direção de Ricardo Widmaier.

## Os filmes vistos pelos haitianos
Embora a produção local seja praticamente inexistente, os haitianos ainda vão bastante aos cinemas. Nos anos 1960’s, expectadores tinham a opção de escolher entre filmes feitos por italianos ou franceses. Com o passar do tempo, no entanto, e apesar das ocasionais sessões promovidas pelo Instituto Francês, o cinema Hollywoodiano gradualmente tomava conta das telas haitianas. Durante o regime de Duvalier, uma vigilância severa foi exercida sobre os filmes que entravam no país, principalmente naqueles que continham ideais revolucionários. Por exemplo, La fièvre monte à El Pao, de Luis Buñuel, foi rapidamente removido dos cinemas haitianos. Durante esse período, filmes de westerns e filmes de arte marcial Chinesa (wuxia) eram as mais frequentes opções a disposição do público haitiano.
Nos anos 1980’s, o grupo Maxence Elisée apareceu no mercado fílmico haitiano. Essa empresa permitiu aos caribenhos e haitianos acesso a filmes populares feitos na França e à adaptações francesas de filmes americanos.
Hoje em dia, esse grupo (agora Leisure Ltda) domina a distribuição e exibição de cinema no Haiti, além de possuir a maioria das salas de cinema do país, incluindo as três maiores, o Imperial (com cinco salas), o Capitol (quatro salas), o Rex Theater e o Paramount.

## Filmes haitianos

### Produção Local
Durante a ditadura de Duvalier, havia pouquíssima produção fílmica dentro do país. Isso era devido principalmente à extrema pobreza no Haiti e por causa das restrições financeiras e tecnológicas para produção de filmes.
Nos 28 anos de ditadura de Duvalier, apenas quatro filmes foram produzidos no Haiti. O primeiro foi o curta-metragem de Raphael Stines Map paly net, de 1976, uma versão crioula do filme de Jean Cocteau Le bel indifférent. O segundo foi Olivia, longa de 1977 do diretor Bob Lemoine. O terceiro foi Anita, de Rasul Labuchin, em 1980, que fez muito sucesso graças ao breve Cineclube Point-de-vue (Ponto de vista). Olivia foi filmado em 35mm, e os outros em 16mm. Em 1980, o primeiro filme crioulo, A la mise pou Rodrig, foi distribuído nacionalmente e tinha a participação do cantor Rodrigue Milien, escrito, dirigido e produzido por Claude L. C. Mancuso, filmado em 16mm e ampliado para 35mm.
Desde a queda de Duvalier, diversos filmes foram produzidos dentro do país, muitos deles pelo prolífico cineasta haitiano Arnold Antonin.

### Filme militante e filme da diáspora
Na diáspora, houve um vigoroso cinema de denúncia e de luta contra as opressões da ditadura. Arnold Antonin é muito conhecido pelos seus filmes documentários, entre eles estão Les Duvalier sur le banc des accuses (1973, 25mm, preto e branco) e Haiti le chemin de la liberté (1974, longa-metragem, 120mm, preto e branco). Este último filme, patrocinado pela revista Les Cahiers du Cinéma, alçou o cinema Haitiano a um nível de reconhecimento internacional e ainda hoje tido como um filme “cult”. Outros filmes de Arnold Antonin incluem:
- Les Duvalier condamnés (1975, 40 minutos, 16mm, preto e branco)
- Art naïf et répression en Haïti (1975, média-metragem, colorido).
- Un tonton macoute peut-il être un poète? (1980, 16mm, 40 minutos, colorido)
- Le droit à la parole (1981, 20 minutos, 16mm, colorido).

Também é digno de nota o documentário longa-metragem de Paul Arcelin Canne amère (16mm, colorido), gravado em 1975 e distribuído em 1983.
Na queda de Duvalier, um novo cinema ativista emergiu. Não consistia mais somente de documentários, mas agora também se incluíam filmes dramáticos, como os de Raoul Peck, dos quais alguns são:
- Haitian Corner (1989, 109 minutos, 16mm, colorido, drama)
- L'homme sur les quais (1992, 105 minutos, 35mm, colorido, drama), selecionado oficialmente para o Festival de Cannes em 1993
- Desounen (1994, 52 minutos, 16mm, colorido)
- Lumumba, ou la mort du prophète (2000)

O semi-biográfico Lumumba foi distribuído com sucesso na África e nos Estados Unidos da América.
Outros filmes notáveis incluem:
- Ayisyen leve kanpe (curta-metragem de 1982 dirigido pela Haiti Film; colorido, documentário)
- Nou tout se refijye (curta-metragem de 1983, dirigido por Willy Exumé)
- Se mèt Kò (1990, curta-metragem, 16mm, colorido, dirigido por Patricia Benoit)

O cineasta Haitiano Roland Paret, que vive no Canadá, também dirigiu muitos curtas-metragens sobres diversos tópicos. Em Paris, Michèle Lemoine e Elsie Hass são também figuras notáveis. A maioria dos filmes haitianos são feitos por diretores de nacionalidade ou de descendência haitiana, mas eles são frequentemente financiados por estrangeiros.
Cineastas haitianos que conseguiram ter sucesso em Hollywood incluem Jean-Claude La Marre, diretor de Trapped: Haitian Nights, e o premiado cineasta Romane Antoine Simon, que dirigiu os filmes I am not for sale: The fight to end Human Trafficking, Blood Runs Thick, e Hybristophilia. Romane Simon é também escritor do romance ‘best-seller’ Red to Black: The power of Love.

### Vídeo e filme
A criação e produção de imagens nas condições sociais e econômicas do Haiti se fazem visíveis e entraram no escopo de atenção da grande mídia especialmente no formato vídeo. De fato, muitos produtores independentes, com ajuda da televisão, que ainda produz muito pouco, fazem filmagens em vídeo, documentários e até longas em um número muito maior que a da própria indústria cinematográfica.
Muitos 'videomakers' que trabalharam no campo da produção de vídeos também ocupavam cargos de produtores, operadores de câmera, editores e até mesmo de diretores. Vale aqui mencionar nomes como Mario Delatour, Jean Fabius, Richard J. Arens, Claude Mancuso, Jean-Pierre Grasset, Richard Senecal, Rachel Magloire, Patrick Barth, Karl Lafontant, Romane Simon, Guy Cantave, Laurence Magloire, Jean Claude Bourjoly, Camile Moses dito Kharmeliaud, etc.
Incluem-se dentre os filmes de Jean-Gardy Bien-Aime:
- Cape Town to a  (1993. Arc-en-Ciel Video Production).
- Scars (1997. Arc-en-Ciel Video Production).
- Milionário em erro (2003)

Podemos também aqui incluir um vídeo produzido por Rafael Stines. Este ator é enormemente conhecido pelo público do Haiti muito por sua representação do sotaque considerado “colorido” por aqueles que vivem no norte do Haiti. Vídeos do seu trabalho no teatro – filmados sem a atenção própria para fotografia ou edição – encontraram um sucesso estrondoso, especialmente durante a diáspora.
Raphael Atines foi também diretor de uma série de televisão intitulada Pè Toma and Bouqui nan Paradi, em parceria com Fouche.

## Características da produção cinematográfica no Haiti
Na indústria fílmica do Haiti existe uma fraca disponibilidade técnica e artística vigente. Na grade maioria dos casos, os técnicos e artistas, incluindo aí também atores, aprendem na prática as nuances de seu trabalho. Eles são forçados a lidar com problemas técnicos, ao invés de focar na criação artística. Profissionalismo é quase ausente, de fato, na prática cinematográfica. Não existe uma legislação que acoberte o cinema no país, e o estado demonstra mínimo interesse em tal.
Em todo o Haiti, existe apenas uma escola de cinema , o Ciné Institute .
Em 2000, foi criada a Associação de Cineastas Haitianos pelos cineastas mais proeminentes da época, presidiada primeiramente por Claude L. C. Mancuso, e posteriormente por Arnold Antonin.
A Motion Picture Association of Haiti (MPAH) foi fundada em 2007 por Hans Patrick Domercant. Uma vez por ano, a associação convida empresários, líderes cívicos, atores haitianos renomados e atores hollywoodianos de descendência haitiana para celebrar o avanço e as conquistas passadas da indústria cinematográfica Haitiana.
Dentre os participantes da edição de 2014 estavam os famosos atores haitianos Bos Macel, Gracié, Fredeik e Papa Piè, além do cineasta américo-haitiano Hugues Gentillon e o ator hollywoodiano Cody Walker.

## Filmes estrangeiros sobre o Haiti
Muitos filmes estrangeiros – tanto documentários quanto obras dramáticas – já foram feitos sobre o Haiti. Estão aí inclusos The Divine Horsemen, The Living Gods of Haiti (1963), de Maya Deyren, e Les comédiens (1965), de Peter Glenville (produção britânica), baseado no livro homônimo de Graham Greene. E também The Golden Mistress (1954), dirigido Abner Biberman.
Filmes feitos pelo Instituto Cubano de Arte e Indústria Cinematográfica (ICAIC) incluem:
- Coumbite (1964), dirigido por Tomas Gutierrez Alea Cuba, baseado no romance Gouverneurs de la rosée, de Jacques Roumain
- Simparele (1974), de Humberto Solás, com participação da cantora haitiana Martha Jean-Claude
- Entre el cielo y la tierra (1979), de Manuel Octavio Gómez, também estrelando Martha Jean-Claude

Documentários sobre o Haiti também foram feitos pelos diretores estrangeiros Jean-Marie Drot, Charles Najmann, Jonathan Demme, Rudy Stern, Kareen Kramer, Jorgen Leth, Jean-Daniel Lafond, Yves Langlois e Gerard Lechêne.